# Philippe de Montebello
Guy Philippe Henri Lannes de Montebello (* 16. Mai 1936  in Paris) ist ein US-amerikanischer Kunsthistoriker. Er war von 1977 bis 2008 Direktor des Metropolitan Museum of Art in New York.

## Leben
De Montebello wurde als Sohn einer französischen Adelsfamilie geboren. Einer seiner Vorväter ist der Marschall von Frankreich und enge Freund Napoléons, Jean Lannes, Herzog von Montebello. In den 1950er Jahren zog er in die USA, 1955 wurde er amerikanischer Staatsbürger. Er besuchte das Lycée Français in New York und studierte anschließend Kunstgeschichte an der Harvard University. Seinen Magister erwarb er an der New York University, wo er am Institute of Fine Arts bei Charles Sterling, einem Experten für die Französische Renaissance, studierte.
Anschließend begann er seine Museumslaufbahn im „Department of European Paintings“ des Metropolitan Museums. Von 1969 bis 1974 war de Montebello Direktor des Museum of Fine Arts, Houston. Im Juli 1977 wurde der Gemäldespezialist de Montebello als Nachfolger von Thomas Hoving, knapp vierzigjährig, Direktor am Metropolitan Museum. 2001 wurde er in die American Philosophical Society und 2004 in die American Academy of Arts and Sciences sowie in die Académie des Beaux-Arts aufgenommen.
Ende 2008 schied er aus dem Dienst aus. Sein Nachfolger wurde Thomas P. Campbell. De Montebello war in der 140-jährigen Geschichte des Museums der am längsten amtierende Direktor. In seiner Amtszeit wurde die Ausstellungsfläche verdoppelt, die Zahl der Besucher auf über fünf Millionen im Jahr gesteigert. Er war Chef von über 3000 Museumsmitarbeitern.
2009 wurde de Montebello erster Scholar in Residence am Museo del Prado in Madrid. Gegenwärtig gehört der dem Stiftungsrat des Musée d’Orsay in Paris an. Er ist Berater für Bildende Kunst des Abu Dhabi Campus der New York University und Ehrendoktor der New York University, der Harvard University und des Dartmouth College.